# Hiroki Ito
Hiroki Itō - em japonês, 伊藤広樹 - Itō Hiroki (Hamamatsu, 12 de maio de 1999) é um futebolista japonês que atua como zagueiro. Atualmente joga no Bayern de Munique.

## Carreira
Em julho de 2021 foi contratado pelo Stuttgart, da Bundesliga, chegando por empréstimo até ao final da temporada 2021–22. Após uma temporada, o clube alemão ativou a opção de compra.
Em 13 de junho de 2024, o Bayern de Munique pagou a multa rescisória de Hiroki Ito e o tirou do Stuttgart por € 30 milhões de euros (R$ 173 milhões), segundo a imprensa alemã.

## Títulos
Bayern de Munique
- Bundesliga: 2024–25[4]